# 50-mm-Kanone MK 214 A
Die 50-mm-Kanone MK 214 A war eine zur Bomberabwehr entwickelte Bordkanone für den Strahljäger Messerschmitt Me 262. Bis zum Kriegsende wurden nur zwei Me 262 mit dieser Kanone ausgerüstet.

## Entstehung

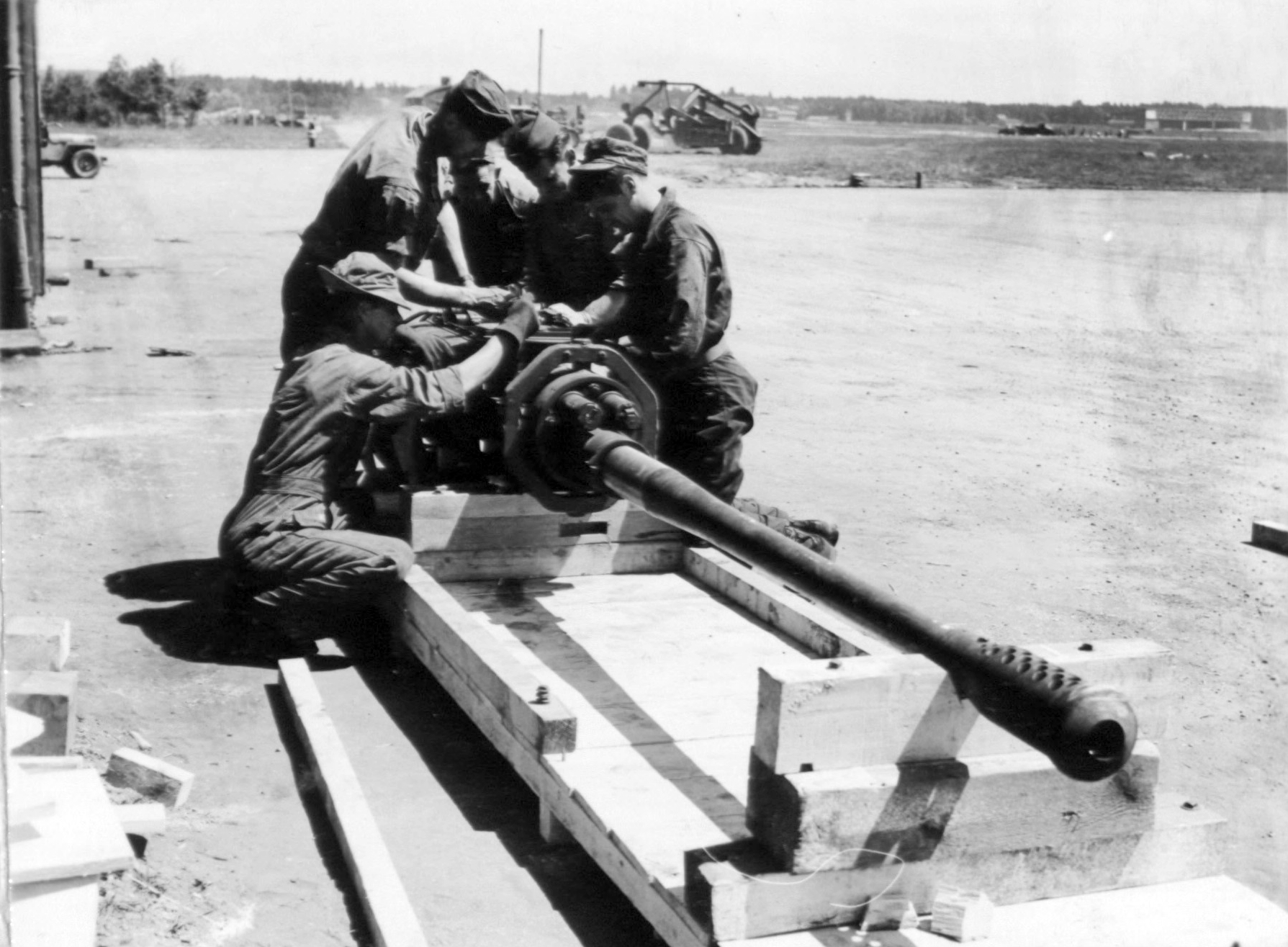
US-Soldaten mit einer MK 214 A, 1945.

Bei einer Konferenz Anfang Januar 1945 wies Adolf Hitler darauf hin, dass zur Abwehr der alliierten Bomberverbände Flugzeuge mit einer durchschlagskräftigen Waffe benötigt würden. Diese Waffe solle jedoch eine so große Reichweite haben, dass sie schon außerhalb des Wirkungsbereiches der Abwehrbewaffnung eines Bombers zum Einsatz kommen könne. Im Rahmen der Besprechung wurde eine bereits vorhandene 50-mm-Kanone zum Einbau in den Strahljäger Messerschmitt Me 262 vorgeschlagen. Hitler griff diesen Vorschlag auf und forderte die sofortige Ausführung.

## Entwicklung
Als Entwicklungsgrundlage der 50-mm-MK 214 A diente die 5-cm-PaK 38 (Panzerabwehrkanone), die bereits als Kwk 39 (Kampfwagenkanone) Verwendung fand. Als 1944 eine Flugzeugbordkanone schweren Kalibers gefordert wurde, entstanden aus der Pak 38 bei der Firma Rheinmetall die 50-mm-BK 5 (diese wurde unter anderem in die Messerschmitt Me 410 eingebaut) und bei der Firma Mauser die 50-mm-MK 214 A.
Nach mehreren Versuchen, unter anderem mit der 50-mm-BK 5, erfolgte am 11. März 1945 der Einbau der 50-mm-Kanone MK 214 A V2 mit automatischer Ladevorrichtung in eine Messerschmitt Me 262 A-1a.
Zur Aufnahme der Bordkanone wurde der Bug umgebaut, die Normalbewaffnung (4 × 30-mm-MK 108) entfernt und das Bugrad modifiziert, um es flach (um 90° gedreht) unterhalb der Kanone einfahren zu lassen. Das Geschütz ragte anschließend etwa zwei Meter über die Bugspitze hinaus.

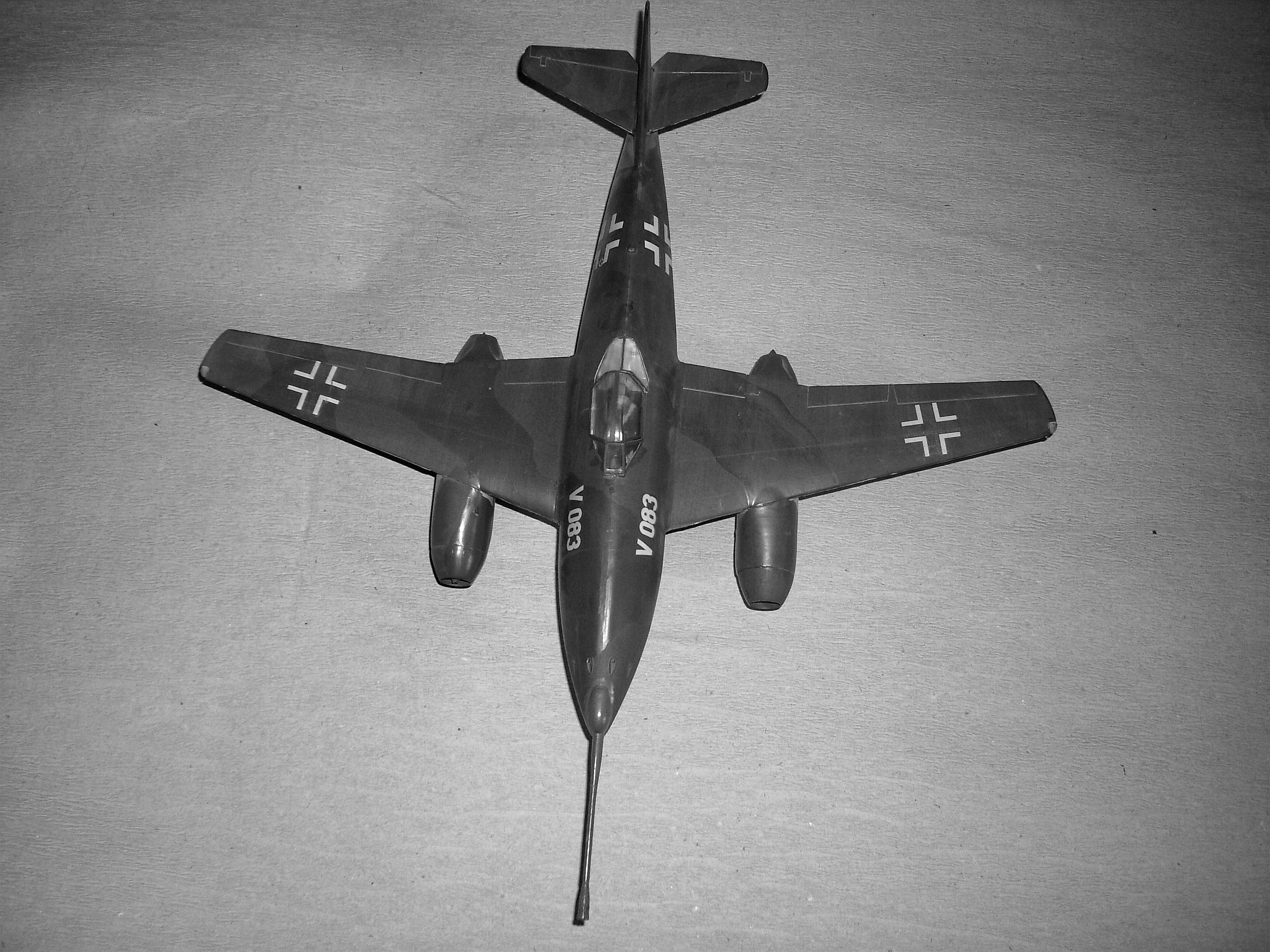
Modell einer Me 262 mit MK 214 A

Diese Variante der Messerschmitt 262 erhielt die Bezeichnung Messerschmitt Me 262 A-1a/U4. Der Erstflug des Prototyps (W.Nr.111899) erfolgte am 19. März 1945.
Bei der Werkserprobung wurden, neben den Flugversuchen, auch Schießübungen mit der Bordkanone durchgeführt. Hierbei wurden sowohl am Boden wie auch in der Luft zufriedenstellende Ergebnisse erzielt.

## Einsatz
Anschließend wurde der Prototyp dem Jagdverband 44 übergeben, wo die Maschine von Major Wilhelm Herget geflogen wurde. Beim einzigen Einsatz dieser Me 262 A-1a/U4 am 16. April 1945 gegen alliierte Bomber versagte die Bordkanone jedoch aufgrund einer Ladehemmung.

## Kriegsende
Dieses einzige im Einsatz geflogene Flugzeug wurde bei Kriegsende gesprengt.
Das zweite Versuchsflugzeug (W.Nr.170083; Kennung: V 083) mit einer 50-mm-Mk 214 A wurde Ende April / Anfang Mai 1945 auf dem Flugfeld Lechfeld von vorrückenden Einheiten der amerikanischen Streitkräfte erbeutet und erhielt zunächst den Spitznamen „Wilma Jeanne“, der später in „Happy Hunter II“ geändert wurde. Die Maschine wurde vom Testpiloten Ludwig Hofmann, im Rahmen der Operation LUSTY, von Lechfeld nach Melun überführt. Bei einem späteren Überführungsflug nach Cherbourg stürzte die Maschine aufgrund eines Turbinenbrandes ab. Hofmann konnte sich mit dem Fallschirm retten. Eine weitere Me 262 A-1a/U4 befand sich bei Kriegsende noch im Umbau und wurde in Augsburg von britischen Streitkräften erbeutet.

## Weitere Variante
Auf der Suche nach einer wirksamen Flugabwehrkanone im sogenannten Zwischenkaliber (zwischen 3,7 cm und 8,8 cm) für den Höhenbereich zwischen 1500 und 3000 Metern wurde Ende 1944 beschlossen, die MK 214 A als solche einzusetzen. Hierzu sollte sie in die geänderte Lafette des Gerät 58 eingesetzt werden. Den Entwicklungsauftrag erhielt Anfang 1945 die Firma Dürkopp in Bielefeld. Es wurde jedoch bis zum Kriegsende keine 5-cm-Flak 214 mehr fertiggestellt.
Technische Daten der 50-mm-MK 214 A
- Hersteller: Mauser
- Kaliber: 50 mm × 420 mm
- Masse: 490 kg
- Gesamtlänge: 4,16 m
- Kadenz: 150 Schuss/min
- V° des Geschosses: 920 m/s
- Geschossgewicht: 1,54 kg